# Herta Haas (Übersetzerin)
Herta Haas, geb. Doctor (* 11. Oktober 1907 in Frankfurt am Main; † 10. Mai 2007 in Hamburg), war eine deutsche Übersetzerin, Frauenrechtlerin und Mitbegründerin von Terre des Femmes.

## Leben
Die 1907 als Herta Doctor in Frankfurt geborene Jüdin studierte gegen den Willen des Vaters nach dem Abitur Geschichte und Romanistik, immer unter dem Druck, von den Studiengebühren befreit zu werden. Im Sommersemester 1933 machte sie das Staatsexamen in Geschichte, ein Jahr später erfolgte die Promotion zu den „franco-russischen Beziehungen“. Danach ging sie bereits ins Exil nach Italien und arbeitete in Oberitalien als Kindermädchen und Sprachlehrerin. Von dort floh sie 1939 vor den italienischen Faschisten nach Großbritannien. Sie arbeitete zunächst als Hilfskrankenschwester, später bearbeitete sie die Auslandsbestellungen der Buchhandlung „Blackwell“ in Oxford. Ihre Familie kam in Theresienstadt um. 
1947 heiratete die promovierte Historikerin den deutschen Publizisten Willy Haas. Sie lernten sich über seine Bestellungen aus dem indischen Exil an die Buchhandlung kennen, die zu einer Brieffreundschaft führten. Doch erst 1954 konnte sie sich dazu überwinden, ihrem Mann, der als britischer „Controller“ beim Wiederaufbau einer demokratischen Presse in Deutschland half, nach Hamburg zu folgen. Sie wurde zur Übersetzerin u. a. der Werke von Bernard Malamud und Henry James.

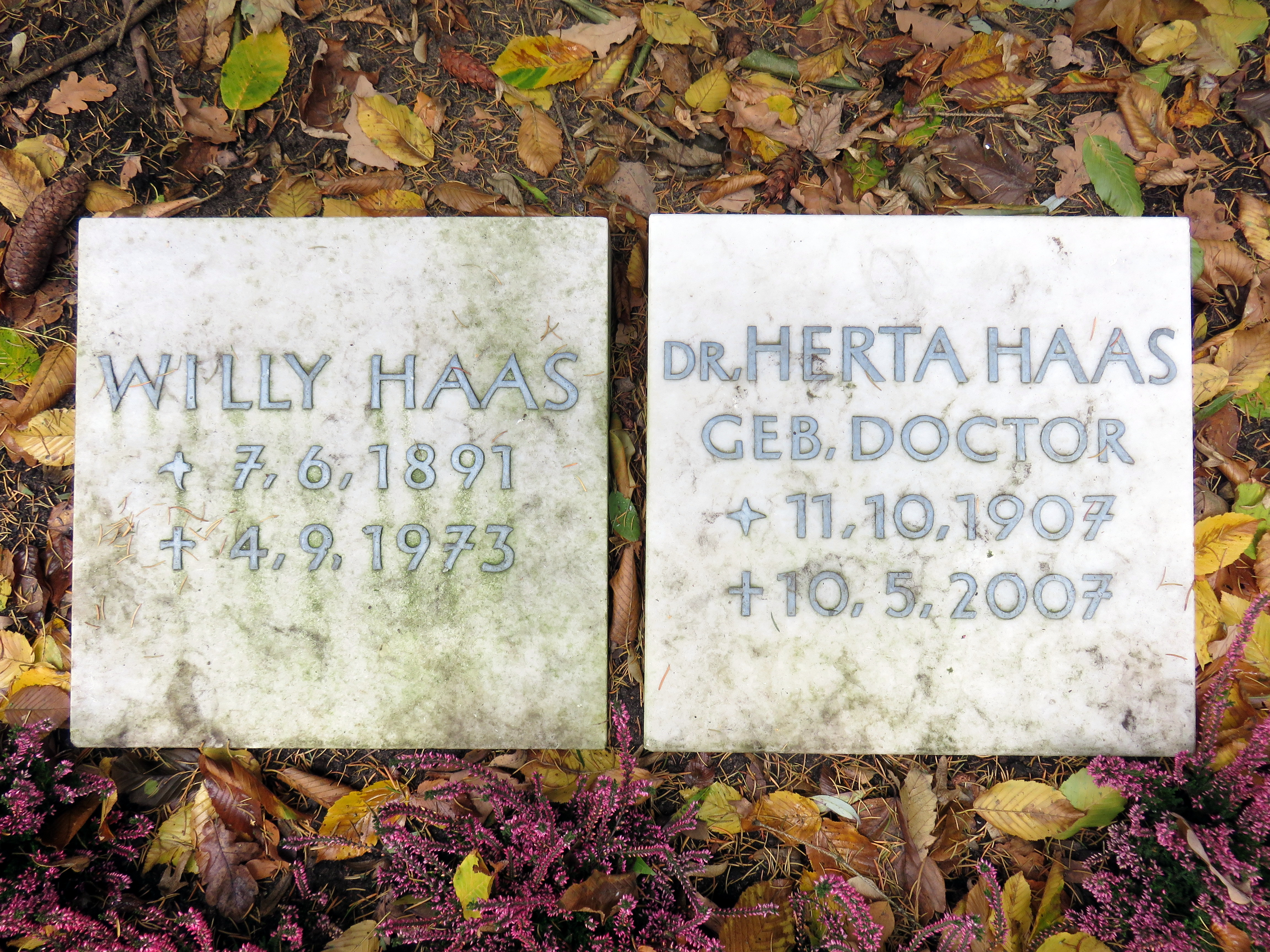
Grab von Willy und Herta Haas auf dem Friedhof Ohlsdorf

1981 war sie Gründungsmitglied von Terres des Femmes. Bereits 1979 war Herta Haas in einem Zeitungsartikel auf „das Problem der genitalen Verstümmelung“ gestoßen. Das Thema wurde zu einer ihrer Herzensangelegenheiten und sollte sie zeit ihres Lebens beschäftigen. Durch ihren hartnäckigen Einsatz erhielt sie schließlich eine Einladung zum 11. Weltkongress für Gynäkologie und Geburtenhilfe am 19. September 1985 in West-Berlin. Besonders engagierte sie sich dafür, dass Genitalverstümmelung 1985 in Großbritannien strafbar wurde.
Nach dem Tod ihres Mannes 1973 reiste Haas mit dem Auto allein durch Europa, durchquerte die USA mit Greyhound-Bussen und erkundete Indien auf eigene Faust.
1998 half sie bei der Wiedergründung der Literarischen Welt als Literaturbeilage der Welt.
Herta Haas wurde auf dem Ohlsdorfer Friedhof in Hamburg im Planquadrat AD 5 südwestlich von Kapelle 8 im Grab ihres Ehemannes Willy Haas beigesetzt.